# Крістіна Лемб
Крістіна Лемб OBE (нар. 15 травня 1965) — британська журналістка та письменниця. Вона є головною іноземною кореспонденткою The Sunday Times.
Лемб здобула вісімнадцять вагомих нагород, зокрема п'ять нагород Британської преси та Європейську премію Bayeux-Calvados для воєнних кореспондентів. Вона є почесною членкинею Університетського коледжу в Оксфорді, членкинею Королівського географічного товариства та глобальною членкинею Центру міжнародних відносин Вільсона у Вашингтоні, округ Колумбія. 2013 року Єлизавета II відзначила її Орденом Британської Імперії за заслуги в журналістиці. У листопаді 2018 року Лемб здобула почесний ступінь доктора права в Університеті Данді.
Вона написала десять книг, зокрема «Дім Африки» та «Я — Малала» у співавторстві з Малалою Юсафзай, яка стала «Найпопулярнішою публіцистичною книгою року» від Британської національної книжкової премії 2013.

## Освіта
Лемб навчалася у середній школі Nonsuch для дівчат, Чим, й здобула ступінь бакалавра філософії, політики та економіки в Оксфордському університеті.

## Кар'єра

### Журналістика
Працюючи журналісткою, Лемб подорожувала з моджахедами, які боролися з радянською окупацією й провела наступні два роки в Пешаварі. Понад три десятиліття вона писала про Пакистан й Афганістан.
Лемб працювала кореспонденткою в Ісламабаді та Ріо-де-Жанейро для Financial Times і Йоганнесбурзі та Вашингтоні для The Sunday Times. Вона висвітлювала війни від Іраку до Лівії, від Анголи до Сирії; репресії від Еритреї до Зімбабве; і подорожувала до далеких поселень Амазонки, щоб побувати у віддалених племенах. Вона приділяє особливу увагу таким питанням, як дівчата, викрадені «Боко харам» у Нігерії, секс-рабині єзидів в Іраку та важке становище афганських жінок.
У листопаді 2001 року Лемб депортували з Пакистану після того, як вона виявила докази таємної операції зловмисників із ISI, військової розвідувальної служби Пакистану, з метою контрабанди зброї до Талібану. 2006 року вона ледве врятувалася, коли потрапила в засідку талібів на британські війська в Гільменді. Вона була в автобусі Беназір Бхутто, коли її підірвали в жовтні 2007 року.
У квітні 2021 року вона написала статтю в The Sunday Times, присвячену похорону принца Філіпа, герцога Единбурзького, у якій сказано, що «Принц Філіп був королівським консортом, що найдовше служив за всю історію Британії – часто буркотливим персонажем, який ображав людей незручними висловлюваннями про вузькі очі, хоча, зізнаюсь, потайки нам це  подобалося». У відповідь на заклики відкликати статтю на тій підставі, що вона «применшує расизм», редакторка Sunday Times Емма Такер попросила вибачення «за спричинену образу», заявивши, що Лемб «ніколи не мала на меті жодним чином применшити його ремарку».
Лемб є членкинею міжнародної ради Інституту звітності про війну та мир (IWPR) і  патронесою зареєстрованої у Великобританії благодійної організації Afghan Connection.

### Книжки та п'єси
Книжку  «Я — Малала», розповідь про життя співавторки та головної героїні Малали Юсафзай, було перекладено на 40 мов і продано близько двох мільйонів примірників по всьому світу.
Її книжка «Nujeen: One Girl's Incredible Journey from the warned Syria in a Wheelchair », у співавторстві з Нуджін Мустафою, вийшла у William Collins (Лондон) у вересні 2016 року та була перекладена дев’ятьма мовами. Книжка «Nujeen» надихнула кантату з п’яти частин Everyday Wonders: The Girl from Aleppo, яку написали Кевін Кросслі-Голландо (текст) і Сесілія Макдавелл (музика) та яку вперше виконав Національний дитячий хор Великої Британії в мерії Бірмінгема 10 серпня 2018 року.
Книжку Лемб «Наші тіла, їхнє поле бою» видали видавництва William Collins (Лондон) у березні 2020 року та Scribner (Нью-Йорк) у вересні 2020 року і її перекладено 14 мовами. Останню книжку авторки «Готель принца Руперта для бездомних: правдива історія любові та співчуття в умовах пандемії» видав Вільям Коллінз (Лондон) у червні 2022 року.
Першу виставу за її творами Drones, Baby, Drones з Роном Гатчисоном у головній ролі поставили у лондонському Arcola Theatre 2016 року.

### Нагороди та визнання
1988 року Лемб здобула нагороду «Молодий журналіст року» за висвітлення радянської окупації Афганістану.
2009 року портрет Лемб виставили в Ешмолівському музеї в Оксфорді. Її фотографія авторства Франческо Гвідічіні знаходиться в колекції фотографій Національної портретної галереї. Вона надихнула персонажку Естер у романі Пауло Коельо «Захір» (2005).
2017 року вона була першою колишньою студенткою Університетського коледжу Оксфорда, яку обрали почесним співробітником. Стипендію було присуджено на знак визнання «її сміливої, яскравої та критично важливої журналістики, а також за її підтримку коледжу».

## Книги
- В очікуванні Аллаха: боротьба Пакистану за демократію (Лондон: Hamish Hamilton, 1991.ISBN 978-0-670-87727-0)
- Африканський дім: правдива історія англійського джентльмена та його африканської мрії (Лондон: Вікінг, 1999.ISBN 9780241130551)
- The Sewing Circles of Herat: My Afghan Years (Лондон: HarperCollins, 2002.ISBN 9780007142521)
- Кам’яний дім: правдива історія сім’ї, розділеної в розірваному війною Зімбабве (Лондон: HarperPress, 2007.ISBN 9780007219391)
- Small Wars Permitting: Dispatches from Foreign Lands (London: HarperPress, 2008.ISBN 9780007256891)
- Я — Малала: Історія незламної боротьби за право на освіту, у співавторстві з Малалою Юсафзай (Нью-Йорк: Little Brown, 2013.ISBN 978-0-29787-091-3)
- Прощай, Кабул: від Афганістану до більш небезпечного світу (Лондон: Вільям Коллінз, 2015.ISBN 9780007256945)[44] [45]
- Нуджін: Неймовірна подорож однієї дівчини з охопленої війною Сирії в інвалідному візку у співавторстві з Нуджін Мустафою (Лондон: Вільям Коллінз, 2016).ISBN 9780062567734)[46]
- Наші тіла, їхнє поле бою: що війна робить з жінками (Лондон: Вільям Коллінз, 2020.ISBN 9780008300005)[47]
- Готель принца Руперта для бездомних: правдива історія любові та співчуття в умовах пандемії (Лондон: Вільям Коллінз, 2022.ISBN 978-0008487546)

### Переклади українською
- 2024 року у видавництві «Видавництво» вийшла книжка «Наші тіла — їхнє поле бою. Що війна робить з жінками». Переклад з англійської Наталі Сліпенко[48].
- «Я — Малала» вийшла 2016 року у видавництві Наш Формат. Перекладачка — Ілона Віннічук.

## Нагороди

### Журналістські премії
- 1988 British Press Awards Молодий журналіст року[49]
- 1991 British Press Awards «Репортер року».
- 1992 Amnesty International UK Media Awards, переможець, категорія Періодичні видання[50]
- 2001 British Press Awards «Іноземний репортер року»[51]
- 2001 Асоціація іноземної преси (Лондон), історія року закордонних справ
- 2002 Нагорода BBC What the Papers Say Awards, іноземний кореспондент року
- 2006 British Press Awards Іноземний репортер року[52]
- 2006 BBC What the Papers Say Awards, іноземний кореспондент року
- 2007 BBC What the Papers Say Awards, іноземний кореспондент року
- 2007 Асоціація іноземної преси (Лондон), новини року за версією Print & Web
- 2009 Prix Bayeux-Calvados desrespondents de guerre Trophée Presse écrite[3]
- 2015 Amnesty International UK Media Awards, переможець, категорія Національні газети[53]
- Асоціація іноземної преси 2016 (Лондон), найкраща оповідь року в друкованих виданнях і Інтернеті[54][55]
- Премія «Жінки в русі» 2017 року, Медіапремія Сью Ллойд-Робертс[56]
- 2019 British Press Awards, найкращий письменник року[57]
- 2022 Премія Товариства редакторів за видатний внесок у журналістику[58]
- Премія Товариства редакторів Media Freedom Awards 2022, іноземний кореспондент року[59]
- 2023 Amnesty International UK Media Awards, переможець, категорія «Видатний вплив»[60]

### Книжкові нагороди
- 1999 Премія Джона Ллевелліна Ріса, фіналіст The Africa House)
- 2003 Barnes &amp; Noble Discover Great New Writers Award, фіналіст (The Sewing Circles of Herat)[61]
- 2013 Specsavers National Book Awards, популярна публіцистична книга року (Я —Малала)[8]
- 2013 Goodreads Choice Awards, найкращі мемуари та автобіографія (Я —Малала)[62]
- 2014 Political Book Awards, фіналіст, політична книга року (Я — Малала)[63]
- 2020 The Премія Бейлі Ґіффорд for Non-Fiction, короткий список (Наші тіла, їхнє поле бою)[64]
- 2021 Премія PEN/Джона Кеннета Ґелбрейта за нонфікшн, довгий список (Наші тіла, їхнє поле бою)[65]
- 2021 Нью-Йоркська публічна бібліотека Книжкова премія Гелен Бернштейн за блискучу роботу у журналістиці, короткий список (Наші тіла, їхнє поле бою)[66]
- 2021 Премія Орвелла за політичні твори, шорт-лист (Наші тіла, їхнє поле бою)[67]
- 2021 Міжнародна книжкова премія імені Вітольда Пілецького, переможець (Наші тіла, їхнє поле бою)[68]
- 2023 Літературна премія імені Ришарда Капусцінського, короткий список (Наші тіла, їхнє поле бою)[69]

### Інші нагороди
- Стипендіатка Німана в Гарвардському університеті в 1993/94[70].
- Стипендіатка Dart Center Ochberg у 2008 році[71].
- Журнал «She» визнав її однією з «найбільш надихаючих жінок Британії»[72].
- Журнал Grazia визнав її однією з «ікон десятиліття»
- Фонд ASHA обрав її однією з  жінок, що надихає, у всьому світі[73].
- Ввійшла до списку Harper's Bazaar 150 жінок-візіонерок 2017 року як «одна з найвпливовіших жінок-лідерок у Великобританії»[74].

## Зовнішні посилання
- Офіційний сайт
- Lviv Book Forum 2024. Учасники: Крістіна Лемб
- «В Україні мене особливо вразила ваша стійкість»: Крістіна Лемб у розмові з Марією Томак (2024)
- HarperCollins
- Christina Lamb at IMDb
- Christina Lamb at Goodreads
- BBC Radio Four Woman's Hour (2002)
- BBC Radio Four Woman's Hour (2006)
- BBC Radio Four Woman's Hour (2008)
- BBC Radio Four Woman's Hour (2020)
- Frontline Club Insight with Christina Lamb (2015)
- BBC Radio Three Private Passions (2015)
- The Moth War and Ham Sandwiches (2016)
- TEDx Talks Finding Hope in Dark Places: Women in War (2017)
- BBC Radio Four Desert Island Discs (2018)

Фотографії Крістіни Лемб:
- Getty Images
- Національна портретна галерея